# 詹姆斯·菲尼莫尔·库珀
詹姆士·菲尼莫尔·庫柏（英語：James Fenimore Cooper，1789年9月15日—1851年9月14日）是十九世紀最早贏得國際聲譽的美國作家之一。也是浪漫主義的代表作家。他的主要作品是以獵人拿鐵·本波(Natty Bumppo)為主角的《皮襪子故事集》(Leather Stocking Tales)，描述美國十八世紀的邊疆拓荒時代，縱橫美洲大草原的獵人和拓荒者的故事。主角是獵人拿鐵本波(Natty Bumppo)集文明開化與蠻荒獨立的氣質於一身，是邊疆拓荒時代獨立精神的代表，全系列共有五冊，故事並未依時序出版，分別是《獵鹿人》(Deerslayer)、《最後的摩根戰士》(The Last of the Mohicans)、《拓荒人》(Pioneers)、《找路人》(The Pathfinder)、《大草原》(The Prairies)。另外還有《領海人》(The pilot : A Sea story)、《間諜》(The Spy)等以海上軍事活動為背景的冒險小說。

## 生平
詹姆士·菲尼莫尔·庫柏出生於美國新澤西州柏靈頓市，後成長於紐約中部，因為父母親是個大地主，所以成長在優渥的環境中。大學時間先現在耶魯大學待幾年，後來卻離開學校開始航海生涯，並在1808年成為美國海軍預官。1811年，他離開海軍並結了婚，航海生涯因此而告中斷。庫柏本身也喜愛創作，一直到六十歲還在寫作。於1851年逝世於紐約的庫柏城，享年六十三歲。
詹姆士·菲尼莫尔·庫柏是林肯社群的成員。

## 作品
- 《拓荒人》（The Pioneers） 1823
- 《最後的摩根戰士》[2]1823
- 《大草原》（The Prairie） 1827
- 《找路人》（The Pathfinder） 1840
- 《獵鹿人》（The Deerslayer） 1841
- 《領海人》(The Pilot : A Sea Story)
- 《間諜》(The Spy)